# Abolboda ebracteata
Abolboda ebracteata là một loài thực vật hạt kín trong họ Hoàng đầu. Loài này được Maguire & Wurdock mô tả khoa học đầu tiên năm 1958.